# 도파르 클럽
도파르 클럽(아랍어: نادي ظفار الرياضي الثقافي الاجتماعي)은 살랄라를 연고로 하는 오만의 축구단이다. 현재 오만 프로리그에 참가하고 있다.

## 우승
- 오만 프로리그 (11): 1982–83, 1984–85, 1989–90, 1991–92, 1992–93, 1993–94, 1998–99, 2000–01, 2004–05, 2016–17, 2018–19
- 술탄 카부스컵 (8): 1977, 1980, 1981, 1990, 1999, 2004, 2006, 2011
- 오만 프로리그컵 (2): 2012–13, 2018–19
- 오만 슈퍼컵 (2): 1999, 2017

## 선수 명단

### 현역
- 알리 살림 알 나하르(2010 ~ )
- 압둘라 파와즈(2015 ~ )

### 역대
틀:도파르 클럽 선수 명단